# 50th Anniversary Time Machine Tour 2008
A 50th Anniversary Time Machine Tour 2008 elnevezésű turné Cliff Richard brit énekes 2008-as turnéja, amely megkoronázza 50 éves énekesi pályáját. A jegyeket online módon 2008. október 14-én kezdték el árusítani. Hivatalos weboldala: 
2008. december 1-jén jelent majd meg a Time Machine Tour DVD-je.

## A turné állomásai
| Dátum              | Város      | Ország                | Helyszín                                  | Ülőhelyek száma |
| ------------------ | ---------- | --------------------- | ----------------------------------------- | --------------- |
| 2008. november 10. | London     | Anglia                | Wembley Stadion                           | 11.000          |
| 2008. november 12. | London     | Anglia                | Wembley Stadion                           | 11.000          |
| 2008. november 14. | London     | Anglia                | Wembley Stadion                           | 11.000          |
| 2008. november 15. | London     | Anglia                | Wembley Stadion                           | 11.000          |
| 2008. november 17. | Cardiff    | Nagy-Britannia, Wales | International Arena                       | 4.850           |
| 2008. november 18. | Cardiff    | Nagy-Britannia, Wales | International Arena                       | 4.850           |
| 2008. november 20. | Birmingham | Anglia                | National Indoor Arena                     | 11.700          |
| 2008. november 22. | Birmingham | Anglia                | National Indoor Arena                     | 11.700          |
| 2008. november 23. | Birmingham | Anglia                | National Indoor Arena (NIA)               | 11.700          |
| 2008. november 25. | Manchester | Anglia                | MEN Arena                                 | 14.700          |
| 2008. november 26. | Manchester | Anglia                | MEN Arena                                 | 14.700          |
| 2008. november 28. | Newcastle  | Anglia                | Metro Radio Arena                         | 9.500           |
| 2008. november 30. | Glasgow    | Skócia                | Scottish Exhibition and Conference Centre | 9.000           |
| 2008. december 2.  | Belfast    | Észak-Írország        | Odyssey Arena                             | 14.000          |

## Közreműködők
- Cliff Richard - vezető vokál, akusztikus gitár
- John Clark - vezető gitáros
- Mark Griffiths - basszusgitár
- Pete May -dobok
- Keith Hayman - billentyűs hangszerek
- Phil Dennis - billentyűs hangszerek
- Mike Haughton - szaxofon, furulya
- Peter Howarth - háttérvokál
- Keith Murrell - háttérvokál
- Abbie Osmon - háttérvokál
- Sara-Jane Skeete - háttérvokál
- Deanne Berry - táncos
- Shaun Capewell - táncos
- Ciaran Connolly - táncos
- David Cutler - táncos
- Steven Grace - táncos
- Mandy Liddell - táncos
- Tamra Lind - táncos
- Laura Jayne Smith - táncos